# Der var så mange glæder
Der var så mange glæder er en dansk dokumentarfilm fra 1999, der er instrueret af Pernille Rose Grønkjær.

## Handling
Dokumentarfilm om en smertelig adskillelse mellem en mor og hendes to sønner. Juliette Hessellund Jensen er med sine 84 år blevet gammel. Hun kan ikke længere klare sig selv, men må flytte på plejehjem. Men værst er det, at hun skal skilles fra sin mongolsøn Poul, som nu skal bo permanent på institution.